# Hydraena bimagua
Hydraena bimagua är en skalbaggsart som beskrevs av Manfred A. Jäch 1986. Hydraena bimagua ingår i släktet Hydraena och familjen vattenbrynsbaggar. Inga underarter finns listade i Catalogue of Life.